# Гимназия № 13 (Екатеринбург)
Гимназия № 13 (ранее школа № 13) — среднее общеобразовательное учреждение в Октябрьском районе Екатеринбурга. Располагается на улице Карла Маркса. Основано в 1921 году.

## История

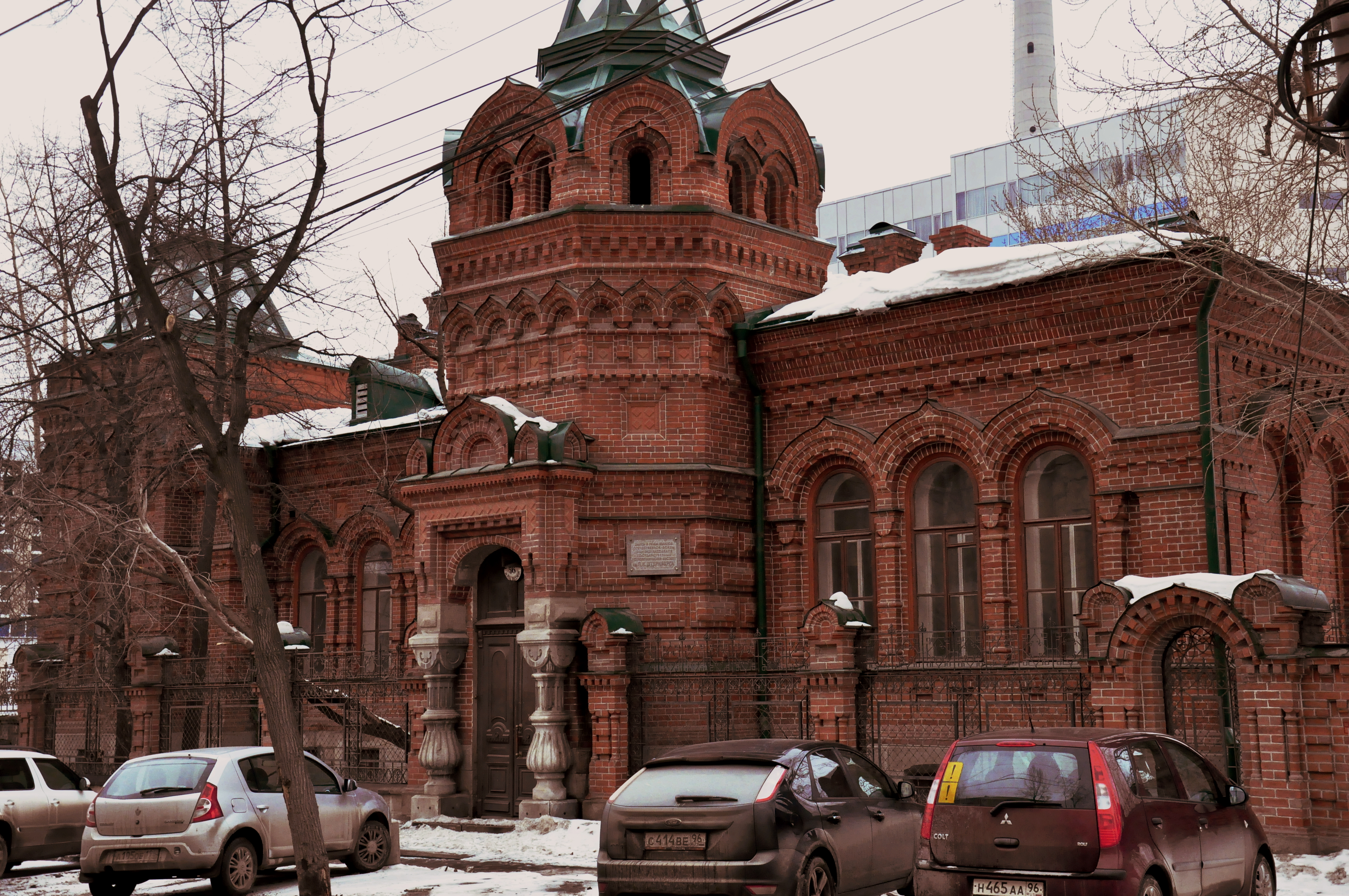
В 1920-е годы школа располагалась в усадьбе Железнова

Свою историю гимназия ведёт от 1921 года, когда была открыта губернская опытно-показательная школа I ступени. Школа расположилась в одноэтажном здании у Храма Вознесения Господня. Первой заведующей стала Екатерина Васильевна Мартьянова. При первом наборе в школу пошло 60 детей при 30 учителях. При этом в школе действовали курсы по переподготовке учителей школ и работников детских домов, которые проводили сотрудники педагогического факультета Уральского государственного университета. В 1920-е годы школа испытывала материальные трудности: помещение не отапливалось, не освещалось, а в здании отсутствовали стёкла. Для обеспечения первых учеников школы продуктами питания губернский отдел народного образования обращался за помощью в Международный комитет помощи рабочим России.
В 1923 году школу посетил народный комиссар просвещения РСФСР Анатолий Луначарский, который впоследствии ходатайствовал о выделении ей нового здания большего размера. После преобразования школы в опытно-показательную фабрично-заводскую семилетку учебное заведение заняло усадьбу Железнова на улице Розы Люксембург. На 1924 год данное учебное заведение значилась как школа с индустриальным уклоном.
В 1931 году учебное заведение получило имя советского государственного деятеля Якова Свердлова и именовалось как образцовая средняя школа № 13 имени Я. Свердлова. Тогда же школа переехала в здание на площади Обороны. В 1935 году в школе состоялся первый выпуск. На 1941 год в школе училось более 700 детей. После введения в 1943 году раздельного обучения в СССР школа была перепрофилирована для учащихся женского пола. В таком статусе школа № 13 функционировала до 1954 года, когда совместное обучение было возвращено.
В 1954 году школа была специализирована на преподавание английского языка, став первой подобной в Свердловске. В 1966 году школа переехала на улицу Малышева, а в 1977 году заняла новое здание на углу улиц Бажова и Карла Маркса. Постройкой нового здания занимался «Свердловскгражданстрой». Строительство не было завершено в отведённый четырёхмесячный срок, а в ходе строительства были обнаружены ошибки проектирования
В 1971 году в школе был создан английский театр, а в 1974 году — был учреждён песенный фестиваль для исполнителей на английском языке. С 1985 года учебное заведение имеет статус гимназии. В 1992 году гимназия № 13 получила статус «лингвистической». С 1993 года гимназия имеет статус «ассоциированной школы ЮНЕСКО».
В 2017 году выпускники школы предложили руководству Екатеринбурга присвоить гимназии имя Юрия Михайловича Бородина, работавшего в данном учебном заведении учителем английской литературы с 1958 по 2009 год. По состоянию на 2021 год в гимназии преподавало 2 кандидата наук и 16 отличников народного просвещения. При гимназии действует школьный театр «Улыбка», ежегодно проводится фестиваль имени Виктора Рутминского.

## Рейтинги
В 2021 году гимназия № 13 заняла 261 место в рейтинге «РАЭКС-Аналитика» среди всех школ России по числу выпускников, поступивших в ведущие вузы страны.

## Известные выпускники
- Волович, Виталий Михайлович (1928—2018) — художник, график[9]
- Высокинский, Александр Геннадьевич (род. 1973) — политический и муниципальный деятель[14]
- Иконников, Владимир Дмитриевич (1920—2000) — Герой Советского Союза[9]
- Ильин, Александр Адольфович (род. 1952) — актёр театра и кино[9]
- Ильин, Владимир Адольфович (род. 1947) — актёр театра и кино[9]
- Истратов, Юрий Иванович (1928—2007) — художник кино, живописец и график[15]
- Козырев, Михаил Натанович (род. 1967) — журналист, музыкальный критик, продюсер, теле- и радиоведущий, актёр[15]
- Мальгинов, Олег Сергеевич (род. 1957) — дипломат[9]
- Наумкин, Виталий Вячеславович (род. 1945) — историк-востоковед, исламовед, политолог[15]
- Саунина, Людмила Фёдоровна (род. 1952) — шахматистка[15]
- Шульман, Лев Владимирович (род. 1960) — режиссёр и драматург[9]

## Директора
- Мартьянова, Екатерина Васильевна (1921—1925)[16]
- Вишнева, Валентина Васильевна[17]
- Сорокина, Наталия Дмитриевна[18]
- Арефьева, Тамара Алексеевна[19]
- Стихина, Римма Борисовна[15]